# リサ・ブロント
リサ・ブロント（Lisa Blount、1957年7月1日 - 2010年10月27日）は、アメリカ合衆国の女優。アーカンソー州フェイエットビル出身。
映画『愛と青春の旅だち』でデブラ・ウィンガー演じるポーラの友人リネットを演じ、第40回ゴールデングローブ賞で新人女優賞にノミネートされた。
2001年、夫で俳優のレイ・マッキノンと短編映画The Accountantを制作、マッキノンと共に第74回アカデミー短編映画賞を受賞した。
2010年10月27日、アーカンソー州リトルロック市内の自宅で亡くなっているのが発見された。53歳。死因は不明。

## 主な出演作品
- ジェームズ・ディーンにさよならを September 30, 1955 (1977)
- ロバート・デ・ニーロのスワップ The Swap (1979)
- ゾンゲリア Dead & Buried (1981)
- 愛と青春の旅だち An Officer and a Gentleman (1982)
- SF謎の地底人発見 What Waits Below (1985)
- ラジオアクティブ・ドリーム Radioactive Dreams (1985)
- サバイバル・ショット/恐怖からの脱出 Inferno in diretta / Cut and Run (1985)
- 傷だらけの帰還 Cease Fire (1985)
- SFバイオノイド Annihilator (1986)
- パラダイム Prince of Darkness (1987)
- デーモン・ギャラクシー/魔女伝説 Nightflyers (1987)
- アウト・コールド Out Cold (1989)
- グレート・ボールズ・オブ・ファイヤー Great Balls of Fire!	(1989)
- ブラインド・フューリー Blind Fury (1989)
- ニードフル・シングス Needful Things	(1993) クレジットなし
- 不倫法廷 Judicial Consent (1994)
- ノーエスケープ If... Dog... Rabbit (1999)